# Planetarna astronomija
Planetarna astronomija specifično je polje unutar astronomije koje se usredotočuje na planetarne sustave i povezane objekte, poput prirodnih satelita i asteroida.
Planetarna astronomija predstavljala je glavni element astronomije od izuma teleskopa. Većina Galielovih otkrića i njegovih nasljednika tijekom 17. i 18. stoljeća bila je na području planetarne astronomije. U našem stoljeću astronomska promatranja dala su osnovne podatke, u rasponu od planetarnih masa i orbita do svojstava njihove atmosfere i površina, koji su omogućili početno istraživanje Sunčevog sustava. svemirskim letjelicama. I danas, u doba brojnih misija svemirskih letjelica, astronomske tehnike još uvijek daju velik broj podataka koje imamo o fizičkoj i kemijskoj prirodi planeta, satelita, prstenova, kometa i asteroida. Nadalje, astronomske tehnike pružaju priliku za proširivanje naše perspektive i prihvaćanje otkrića i proučavanja planetarnih sustava u orbiti oko drugih zvijezda.
Polje planetarne astronomije subdisciplina je astronomije koja se bavi promatranjima članova našeg vlastitog Sunčevog sustava izvađenih iz zemaljskih, zračnih i orbitaških opservatorija. Koristi mnoge iste objekte i tehnike koje koriste i drugi astronomi, obuhvaćajući elektromagnetski spektar i obuhvaćajući laboratorijske i računske alate kao i teleskopska opažanja.
Ovo je i promatračka i teorijska znanost. Promatrački istraživači uglavnom se bave proučavanjem malih tijela Sunčevog sustava: onih koja promatraju teleskopima, optički i radio, tako da se određuju karakteristike tih tijela poput oblika, okretanja, površinskih materijala i vremenskih prilika, a može se razumjeti povijest njihova nastanka i evolucija. Teorijska planetarna astronomija bavi se dinamikom: primjena principa nebeske mehanike u Sunčevom sustavu i ekstrasolarnim planetarnim sustavima.

## Opažanje planeta

### Međusobni položaj planeta
Vidljivost planeta ovisi o njihovu položaju u Sunčevu sustavu prema Zemlji. Donji ili unutarnji planeti (koji su bliže Suncu od Zemlje) nalaze se u gornjoj konjukciji kada su na stazi točno suprotno, dalje, s druge strane Sunca, a u donjoj konjukciji kada su u smjeru Sunca, ali s njegove bliže strane. U vrijeme između dviju uzastopnih gornjih konjukcija (ili dviju uzastopnih donjih) ti planeti prolaze kroz sve faze, slično Mjesecu. No vrijeme kada ih možemo promatrati ograničeno je. Uvijek su blizu Sunca, s nevelikim kutnim otklonom (elongacijom). Najveća elongacija Merkura je 28°, a Venere 48°. Iz naših krajeva vide se ili ujutro prije izlaska Sunca ili uvečer poslije zalaska Sunca, a ne možemo ih vidjeti u ponoć.
Gornji ili vanjski planeti (oni koji su dalje od Sunca no što je Zemlja) mogu se naći u konjukciji, opoziciji i kvadraturi. Promatrati ih je najpogodnije u opoziciji jer je tada planet najbliži Zemlji. Javljaju se i posebno povoljne velike opozicije kada je planet zbog položaja na izduženoj stazi Zemlji najbliže. O kutu pod kojim se vidi tijelo planeta ovisi kako ćemo ih vidjeti i na njima razaznati detalje. Najveće kutne promjere postižu Venera i Jupiter, dok se ostali planeti vide mnogo manji. Planeti se svake godine ne vide u istim položajima. Stoga podatke o položajima moramo potražiti u godišnjacima i prirodoslovnim časopisima koji objavljuju skice trenutnih planetnih staza. Jednaki međusobni razmještaj planeta, Sunca i Zemlje ponavlja se u ritmu sinodičkih godina planeta.

### Postupci opažanja
Planeti se opažaju vizualno ili se snimaju, a svaki postupak ima i prednosti i nedostataka. Nužno je koristiti se velikim povećanjima, od 100 do 300 puta. Pogodniji su teleskopi koji imaju objektive većih žarišnih duljina (kutno je povećanje astronomskog teleskopa jednako omjeru žarišne duljine objektiva i okulara), a i objektive većih promjera jer sakupljaju više svjetlosti. No nema smisla da povećanje preraste preko mjere. Tome ima više razloga. Kod velikog povećanja lik planeta je velik pa je osvijetljenost slike mala (jednaka količina svjetlosti raspodjeljuje se na veću površinu). Osvijetljenost slike raste s f – brojem objektiva (to je omjer promjera objektiva i žarišne duljine). Povećamo li žarišnu duljinu da dobijemo veće povećanje, učinit ćemo to na štetu osvijetljenosti. Dakle, kod veće slike mora se fotografska emulzija duže izlagati svjetlosti. Oko pak u većoj slici slabije uočava kontraste. Nadalje, sitnije se pojedinosti gube zbog nemira koji unosi Zemljina atmosfera. Na sliku loše utječe i mutna atmosfera u blizini naselja.
Glavna prednost oka je u dobroj osjetljivosti i reagiranju. Kako se jasnoća slike brzo mijenja, oko može da izabere trenutak kada je slika najbolja. Na fotografskom će se filmu ekspozicijom od više sekundi naslagati jedna preko druge i dobre i loše slike pa snimka planeta neće biti tako jasna kao lik planeta motren okom. No fotografska je snimka, za razliku od promatranja okom, dokument. Za fotografiranje planeta nema smisla upotrebljavati teleskope koji imaju objektiv manji od 120 mm (refraktor) odnosno 150 mm (reflektor). Vizualna opažanja provode se i s manjim objektivima. Svako promatranje planeta treba popratiti crtežom i kratkim opisom. Vlastite rezultate treba uspoređivati s rezultatima drugih promatrača. Rezultati često znadu biti veoma subjektivni. No iz sličnosti podudarnih rezultata mogu se izvesti i objektivni zaključci.